# Lina Ben Mhenni
Lina Ben Mhenni (Tunis, 22 mei 1983 - aldaar, 27 januari 2020) was een Tunesisch blogster en activiste.

## Biografie

### Blog en Revolutie
De blog van Ben Mhenni, A Tunisian Girl, is geschreven in het Arabisch, Engels en Frans. Tijdens het bewind van de voormalige Tunesische president Zine El Abidine Ben Ali tot 2011, was Ben Mhenni een van de weinige bloggers die blogde met haar echte naam in plaats van een pseudoniem aan te nemen om haar identiteit te beschermen. Haar blog, evenals haar Facebook- en Twitter-accounts, werden gecensureerd onder het Ben Ali-regime.
Ben Mhenni begon met het plaatsen van foto's en video's van protesten en gewonden in heel Tunesië. In een poging om de regering tot verantwoordelijkheid te dwingen, bezocht ze lokale ziekenhuizen en nam ze foto's van degenen die door de politie gewond waren geraakt.
In mei 2010 was Ben Mhenni een van de belangrijkste organisatoren van het protest in Tunis tegen de onderdrukking door de regering van de media en censuur op het internet.
In januari 2011 beschreef ze de eerste weken van de Tunesische revolutie in de provincie Sidi Bouzid in het binnenland van het land. Ben Mhenni was de enige blogger die aanwezig was in de steden Kasserine en Regueb toen de regeringstroepen demonstranten in de regio afslachtten en onderdrukten. Haar rapporten en berichten boden ongecensureerde informatie aan andere Tunesische activisten en de internationale media.

### Na de Revolutie
Sinds de Tunesische revolutie begon en tot aan haar overlijden, speelde Ben Mhenni een prominente rol onder de bloggers en democratie-activisten in Tunesië. Ze nam deel aan de hervormingen van de interim-regering als het gaat over media- en informatiewetten, maar nam kort daarna zelf ontslag. Ze bleef werken aan persvrijheid en mensenrechten in het land.
Ze was uitgesproken tegen corruptie van het Tunesische regime, bekritiseerde de islamistische partij Ennahda voor een "dubbel discours" dat reactionaire opvattingen over sociale media steunde, terwijl haar leiders een ander beeld toonden als het gaat over traditionele media, en de vrijlating eisten van Alaa Abd el-Fattah die gearresteerd werd in oktober 2011. In een artikel van CNN uit 2014 schreef ze dat haar activisme na de omverwerping van Ben Ali ertoe had geleid dat ze doodsbedreigingen kreeg en een nauwe bescherming van de politie nodig had. 
Ben Mhenni verklaarde dat de revolutie van Tunesië "geen internetrevolutie kan worden genoemd", en stond erop dat de revolutie tegen Ben Ali "ter plaatse" werd gevoerd door demonstraties en verzet. Ze verklaarde ook haar overtuiging dat "actie in de digitale wereld moet worden gecombineerd met acties in de echte wereld." Ze zei: "Het is niet voldoende om een video te publiceren of een hashtag te delen. Je moet in het veld werken, mensen ontmoeten en aanwezig zijn tijdens de demonstraties. ”
Ze bleef zich aan haar woorden houden tot ze stierf. Samen met haar vader begon ze een initiatief om bibliotheken in gevangenissen op te zetten om cultuur te bevorderen en terrorisme tegen te gaan. In haar laatste maanden hekelde ze de staat van ziekenhuizen in de Tunesische hoofdstad aan.

### Privé-leven
De ouders van Ben Mhenni waren beide activisten; haar vader, Sadok, was een politieke gevangene en haar moeder Emna maakte deel uit van de studentenverenigingsbeweging. Ben Mhenni leed aan Lupus. In 2007 ontving ze een niertransplantatie van haar moeder en getuigde ze over het belang van orgaandonatie. In 2007 en 2009 nam ze deel aan de World Transplant Games en won verschillende medailles.

### Erkenning
In 2011 werd gemeld dat Ben Mhenni genomineerd was voor de Nobelprijs voor de vrede voor haar bijdragen en activisme tijdens de Tunesische revolutie, samen met Egyptische mensenrechtenverdedigers Israa Abdel Fattah en Wael Ghonim.
In oktober 2011 won ze de internationale journalistiekprijs van El Mundo voor haar "gevecht voor persvrijheid".
Ze werd bekroond met de Deutsche Welle International Blog Award voor "A Tunisian Girl" in april 2011. De prijzen werden uitgereikt als onderdeel van het Deutsche Welle Global Media Forum op 20 juni 2011 in Bonn, Duitsland. "Ik zal doorgaan met mijn werk en proberen de vruchten van de revolutie te beschermen", zei ze tijdens de ceremonie.

### Overlijden
Ben Mhenni stierf op 27 januari 2020, door een beroerte als gevolg van complicaties van een auto-immuunziekte, ze werd 36 jaar. Mediakanalen uit verschillende landen benadrukten de relevantie van haar werk en hun bijdrage aan de mensenrechtenstrijd in het land en de regio.